# Gudrun Kopp (Politikerin, 1940)
Gudrun Kopp geb. Wessel (* 12. Dezember 1940 in Remscheid; † 30. Mai 2022) war eine deutsche Politikerin (FDP) und von 1990 bis 1994 Mitglied des Niedersächsischen Landtages.

## Leben

### Beruf und Ehrenamt
Nach dem Besuch der Volksschule und des Gymnasiums in Rheydt und Düsseldorf-Kaiserswerth begann Kopp ihre Ausbildung zur medizinisch-technischen Assistentin in Heide (Holstein). Sie war in der Virusforschung an der Universität zu Köln tätig und leitete bis 1968 das klinische Laboratorium am Ferdinand-Sauerbruch-Klinikum in Wuppertal. Es folgte eine familienbedingte Berufspause. Seit 1974 war sie Mitglied im Schulelternrat an Gehrdener Schulen und wurde hier zeitweise Schulelternratsvorsitzende, Stadtelternratsvorsitzende und Mitglied im Kreiselternrat.

### Politik
Der FDP trat Kopp 1976 bei. Sie wurde Ortsvorsitzende und war stellvertretende Kreisvorsitzende im Landkreis Hannover. Von 1988 bis 1990 war sie Mitglied des Landesvorstandes ihrer Partei. Seit 1981 war sie Mitglied des Stadtrates von Gehrden und übernahm hier 1984 den FDP-Fraktionsvorsitz. Dem Niedersächsischen Landtag gehörte sie in der zwölften Wahlperiode vom 21. Juni 1990 bis 20. Juni 1994 an. Sie war Vorsitzende des Ausschusses für öffentliches Dienstrecht vom 28. Januar 1991 bis 20. Juni 1994.